# Vossemeer
Il Vossemeer è un lago di confine nei Paesi Bassi. È separato a nord dal Ketelmeer da una stretta imboccatura in prossimità dell'estremo meridionale della foce del fiume IJssel. La costa occidentale fa parte del Flevopolder nella provincia del Flevoland mentre la costa orientale fa parte della provincia dell'Overijssel. È separato a sud dal Drontermeer da una chiusa chiamata Roggebotsluis. 
Al suo interno contiene una piccola isola disabitata denominata De Zwand (in italiano il cigno).